# Capital (departamento de La Rioja)
| Departamento Capital     | Departamento Capital |
| ------------------------ | --- |
| País:                    | Argentina |
| Província:               | La Rioja |
| Capital:                 | La Rioja |
| Superfície:              | 13.638 km² |
| População:               | 146.411 (IDEC - 2001) |
| Densidade:               | 10,74 hab/km² |
| Altitude:                | 498 m. |
| Localização:             | 29° 20' S 66° 20' O |
| Intendente:              | Ricardo Clemente Quintela |
| Municípios e Comunas:    | - La Rioja - Bazán - Carrizal - Cebollar - El Estanquito - El Médano - El Quemado - La Ramadita - San Antonio - San Javier - San Juan - San Lorenzo - Sierra Brava - Talamuyuna - Trampa del Tigre |
| Localização na província | |
| Departamento.            | |

Departamento Capital é um departamento da província de La Rioja, na Argentina.